# Floreslorikit
Floreslorikit (Trichoglossus weberi) är en fågel i familjen östpapegojor inom ordningen papegojfåglar.

## Utseende
Floreslorikiten är en rätt liten (25 cm) och mycket grön lorikit. Huvudet är mörkgrönt med glittrande gröna strimmor. På bröstet och i en krage i nacken är den mycket ljusare grön. I flykten ser den också grön ut, med mer gulgröna undre vingtäckare.

## Utbredning och systematik
Floreslorikit återfinns på ön Flores i Indonesien. Tidigare behandlades den som en del av artkomplexet Trichoglossus haematodus, men urskiljs numera allmänt som egen art.

## Status och hot
Floreslorikit har en liten världspopulation bestående av uppskattningsvis endast 10 000–20 000 vuxna individer. Den tros också minska i antal till följd av habitatförlust och fångst för burfågelindustrin. Internationella naturvårdsunionen IUCN kategoriserar den som nära hotad.

## Namn
Fågelns vetenskapliga artnamn hedrar Max Wilhelm Carl Weber (1852-1937), tysk-holländsk zoolog, samlare av specimen och upptäcktsresande i Ostindien.